# Lijst van voetbalinterlands Jordanië - Litouwen
Deze lijst van voetbalinterlands is een overzicht van alle officiële voetbalwedstrijden tussen de nationale teams van Jordanië en Litouwen. De landen speelden tot op heden een keer tegen elkaar: een vriendschappelijke wedstrijd op 13 februari 2002 in Ta' Qali (Malta).

## Wedstrijden
| № | Plaats   | Datum            | Competitie        | Wedstrijd           | Uitslag |
| - | -------- | ---------------- | ----------------- | ------------------- | ------- |
| 1 | Ta' Qali | 13 februari 2002 | Vriendschappelijk | Litouwen – Jordanië | 0 – 3   |

## Samenvatting
| Competitie        | Totaal gespeeld | Winst Jordanië | Gelijk | Winst Litouwen | Doelsaldo Jordanië – Litouwen |
| ----------------- | --------------- | -------------- | ------ | -------------- | ----------------------------- |
| Vriendschappelijk | 1               | 1              | 0      | 0              | 3 − 0                         |
| Totaal            | 1               | 1              | 0      | 0              | 3 − 0                         |

JFA · A-internationals · Bondscoaches · Selecties · Jordaans vrouwenelftal · Olympisch elftal · Jordanië U20 · Jordanië U19 · Jordanië U18 · Jordanië U17
1953 – 1969 · 
1970 – 1979 · 
1980 – 1989 · 
1990 – 1999 · 
2000 – 2009 · 
2010 – 2019 ·
2020 − 2029
1953 · 
1954 · 1955 · 1956 · 
1957 · 
1958 · 1959 · 1960 · 1961 · 1962 · 
1963 · 
1964 · 
1965 · 
1966 · 
1967 · 1967 · 1969 · 1970 · 
1971 · 
1972 · 1973 · 
1974 · 
1975 · 
1976 · 
1977 · 1978 · 1979 · 1980 · 
1981 · 
1982 · 
1983 · 
1984 · 
1985 · 
1986 · 
1987 · 
1988 · 
1989 · 
1990 · 
1991 · 
1992 · 
1993 · 
1994 · 1995 · 
1996 · 
1997 · 
1998 · 
1999 · 
2000 · 
2001 · 
2002 · 
2003 · 
2004 · 
2005 · 
2006 · 
2007 · 
2008 · 
2009 · 
2010 · 
2011 · 
2012 · 
2013 · 
2014 ·
2015 ·
2016 ·
2017 ·
2018 ·
2019 ·
2020 ·
2021 ·
2022 ·
2023
Afghanistan ·
Albanië ·
Algerije ·
Armenië ·
Australië ·
Azerbeidzjan ·
Bahrein ·
Bangladesh ·
Bosnië en Herzegovina ·
Bulgarije ·
Cambodja ·
China ·
Colombia ·
Cyprus ·
Ecuador ·
Egypte ·
Estland ·
Filipijnen ·
Finland ·
Georgië ·
Haïti ·
Hongarije ·
Hongkong ·
India ·
Indonesië ·
Irak ·
Iran ·
Ivoorkust ·
Jamaica ·
Japan ·
Jemen ·
Kazachstan ·
Kenia ·
Kirgizië ·
Koeweit ·
Kosovo ·
Kroatië ·
Laos ·
Libanon ·
Libië ·
Litouwen ·
Maleisië ·
Malta ·
Marokko ·
Mauritanië ·
Moldavië ·
Nepal ·
Nieuw-Zeeland ·
Nigeria ·
Noord-Korea ·
Noorwegen ·
Oezbekistan ·
Oman ·
Pakistan ·
Palestina ·
Paraguay ·
Qatar ·
Saoedi-Arabië ·
Servië ·
Sierra Leone ·
Singapore ·
Slowakije ·
Soedan ·
Spanje ·
Sri Lanka ·
Syrië ·
Tadzjikistan ·
Taiwan ·
Thailand ·
Trinidad en Tobago ·
Tsjaad ·
Tunesië ·
Turkmenistan ·
Uruguay ·
Verenigde Arabische Emiraten ·
Vietnam ·
Wit-Rusland · 
Zambia ·
Zimbabwe ·
Zuid-Jemen ·
Zuid-Korea ·
Zuid-Soedan ·
Zweden
LFF · A-internationals · Bondscoaches · Statistieken · Litouws vrouwenelftal · Olympisch elftal · Litouwen U21 · Litouwen U20 · Litouwen U19 · Litouwen U18 · Litouwen U17 · Litouwen U16
1923 – 1929 ·
1930 – 1939 ·
1940 – 1949 ·
1950 – 1989 · 
1990 – 1999 ·
2000 – 2009 ·
2010 – 2019 ·
2020 − 2029
1923 · 
1924 · 
1925 · 
1926 · 
1927 · 
1928 · 
1929 · 
1930 · 
1931 · 
1932 · 
1933 · 
1934 · 
1935 · 
1936 · 
1937 · 
1938 · 
1939 · 
1940 · 
1941–1944 · 
1945 · 
1946 · 
1947 · 
1948 · 
1949 · 
1950–1955 · 
1956 · 
1957–1978 · 
1979 · 
1980–1989 · 
1990 · 
1991 · 
1992 · 
1993 · 
1994 · 
1995 · 
1996 · 
1997 · 
1998 · 
1999 · 
2000 · 
2001 · 
2002 · 
2003 · 
2004 · 
2005 · 
2006 · 
2007 · 
2008 · 
2009 · 
2010 · 
2011 · 
2012 · 
2013 · 
2014 · 
2015 · 
2016 · 
2017 ·
2018 ·
2019 ·
2020 ·
2021
Albanië ·
Andorra ·
Argentinië ·
Armenië ·
Azerbeidzjan ·
België ·
Bosnië en Herzegovina ·
Brazilië ·
Bulgarije ·
Chili ·
Cyprus ·
Denemarken ·
Duitsland ·
Egypte ·
Engeland ·
Estland ·
Faeröer ·
Finland ·
Frankrijk ·
Georgië ·
Gibraltar ·
Griekenland ·
Hongarije ·
Ierland ·
IJsland ·
Indonesië ·
Iran ·
Israël ·
Italië ·
Joegoslavië ·
Jordanië ·
Kazachstan ·
Koeweit ·
Kosovo ·
Kroatië ·
Letland ·
Liechtenstein ·
Luxemburg ·
Mali ·
Malta ·
Moldavië ·
Montenegro ·
Nieuw-Zeeland ·
Noord-Ierland ·
Noord-Macedonië ·
Noorwegen ·
Oekraïne ·
Oostenrijk ·
Polen ·
Portugal ·
Roemenië ·
Rusland ·
San Marino ·
Saoedi-Arabië ·
Schotland ·
Servië ·
Servië en Montenegro ·
Slovenië ·
Slowakije ·
Spanje ·
Tsjechië ·
Turkije ·
Turkmenistan ·
Verenigde Arabische Emiraten ·
Wit-Rusland ·
Zweden ·
Zwitserland